# Flughafen Umeå

i7
i11
i13
Der Flughafen Umeå (IATA-Code: UME, ICAO-Code: ESNU) ist nach dem Flughafen Luleå/Kallax der zweitgrößte Flughafen Nordschwedens (Norrlands).
Mit einer Passagierzahl von 1.057.373 im Jahr 2016 ist er der siebtgrößte Schwedens und wird als Inlandsflughafen benutzt. Flugzeuge bis zu der Größe einer Boeing 767 können in Umeå landen. Die Mehrzahl der Flüge bedient die Strecke zum Flughafen Stockholm/Arlanda; die Flugzeit beträgt bei einer Entfernung von circa 500 Kilometern zwischen 1h und 1:05h. Umgangssprachlich wird der Flughafen Alvik genannt nach dem Stadtteil von Umeå, in dem er sich seit 1961 befindet. Kein Flughafen in Schweden ist näher an einer Innenstadt gebaut. Vor dem Bau wurde für Flüge nach Umeå eine Graslandebahn bei Nordmaling benutzt, circa 50 Kilometer weiter südlich des jetzigen Flughafenstandortes.
Im Dezember 2008 wurde der Name des Flughafens von Umeå flygplats zu Umeå City Airport geändert, am 12. Januar 2011 änderte der Betreiber Swedavia den Namen in Umeå Airport, analog zur Umbenennung aller zehn von Swedavia betriebenen Flughäfen nach dem Schlüssel Stadt plus Airport.

## Zwischenfälle
- Am 21. September 1992 fing eine IAI 1124 von Air Sweden nach einem Startabbruch Feuer und war danach ein Totalverlust. Grund war eine zerbrochene Lüfterscheibe im rechten Turbofan-Triebwerk. Alle sieben Insassen überlebten den Brand. Der Flug hätte zum Flughafen Arvidsjaur gehen sollen.[7]
- Am 14. Juli 2019 stürzte eine Gippsland GA-8 Airvan, die Fallschirmspringer transportierte, auf die Insel Storsandskär, die sich zwei Kilometer südlich des Flughafens befindet. Der Flug war vom Flughafen Umeå gestartet. Alle neun Insassen kamen ums Leben.[8]